# 咸興兵事区
咸興兵事区（かんこうへいじく）は、1939年8月に日本統治時代の朝鮮に設置された大日本帝国陸軍の兵事区の一つ。咸鏡南道を管轄領域とし、咸興陸軍兵事部が置かれ徴兵・召集等兵事事務を所掌した。

## 概要
1939年（昭和14年）、陸軍兵事部令が制定され、朝鮮軍管区の第19師団管区の下に咸興兵事区が設置された。咸興兵事区を管轄した第19師団管区は1940年8月に羅南師団管区に、1941年10月に羅南師管、1945年4月1日に羅南師管区に改組された。

## 咸興陸軍兵事部長
| 代                             | 氏名           | 階級           | 在任期間       | 出典           |
| 咸興兵事部部長                 | 咸興兵事部部長 | 咸興兵事部部長 | 咸興兵事部部長 | 咸興兵事部部長 |
| ------------------------------ | -------------- | -------------- | -------------- | -------------- |
|                                | 福留正一       | 歩兵大佐       | 1939.8.1 -     | [ 3 ] [ 4 ]    |
|                                | 大竹修         | 歩兵大佐       | 1940.8.1 -     | [ 4 ]          |
| 咸興兵事部部長・咸興地区司令官 |                |                |                |                |
|                                | 今泉吉貞       | 少将           | 1945.3.31 -    | [ 5 ] [ 4 ]    |